# Назарова (Курганская область)
Назарова — деревня в Шадринском районе Курганской области. Входит в состав Нижнеполевского сельсовета.

## История
До 1917 года в составе Осиновской волости Шадринского уезда Пермской губернии. По данным на 1926 год состояла из 62 хозяйств. В административном отношении входила в состав Качесовского сельсовета Шадринского района Шадринского округа Уральской области.

## Население
| 1989 | 2002 | 2010 |
| ---- | ---- | ---- |
| 26   | ↘5   | ↗8   |

По данным переписи 1926 года в деревне проживало 307 человек (145 мужчин и 162 женщины), в том числе: русские составляли 100 % населения.
Согласно результатам Всероссийской переписи населения 2002 года, в национальной структуре населения русские составляли 100 %.